# Englands metropolitan og non-metropolitan counties
Metropolitan og non-metropolitan counties er et af de fire niveauer blandt Englands administrative enheder, som anvendes i lokalstyret uden for Greater London. Oprindelig bestod alle metropolitan og non-metropolitan counties af flere distrikter, havde flere countyråd og var også lieutenancy-counties. Senere ændringer i lovgivningen i 1980'erne og 1990'erne tillod counties uden countyråd og "enhedlig myndighed"-counties bestående af et enkelt distrikt. Lieutenancy-counties er nu defineret særskilt, baseret på metropolitan og non-metropolitan counties. I 2009 var der yderligere strukturelle ændringer i nogle områder.

## Englands nuværende metropolitan og non-metropolitan counties
| Englands metropolitan og non-metropolitan counties | | |
| | | |
| 1. Northumberland * 2. Tyne and Wear † 3. Durham * 4. Cumbria 5. Lancashire 6. Blackpool * 7. Blackburn with Darwen * 8. West Yorkshire † 9. North Yorkshire 10. Darlington * 11. Stockton-on-Tees * 12. Middlesbrough * 13. Hartlepool * 14. Redcar and Cleveland * 15. York * 16. East Riding of Yorkshire * 17. Hull * 18. North Lincolnshire * 19. North East Lincolnshire * 20. Lincolnshire 21. Nottinghamshire 22. Nottingham * 23. South Yorkshire † 24. Derbyshire 25. Derby * 26. Greater Manchester † 27. Merseyside † 28. Halton * | 1. Warrington * 2. Cheshire West and Chester * ; Cheshire East * 3. Shropshire * 4. Telford and Wrekin * 5. Staffordshire 6. Stoke-on-Trent * 7. West Midlands † 8. Warwickshire 9. Leicestershire 10. Leicester * 11. Rutland * 12. Northamptonshire 13. Peterborough * 14. Cambridgeshire 15. Norfolk 16. Suffolk 17. Essex 18. Southend-on-Sea * 19. Thurrock * 20. Hertfordshire 21. Central Bedfordshire * ; Bedford * 22. Luton * 23. Milton Keynes * 24. Buckinghamshire 25. Oxfordshire 26. Gloucestershire | 1. Worcestershire 2. Herefordshire * 3. South Gloucestershire * 4. Bristol * 5. North Somerset * 6. Bath and North East Somerset * 7. Wiltshire * 8. Swindon * 9. Berkshire ‡ 10. Greater London ¹ 11. Medway * 12. Kent 13. East Sussex 14. Brighton & Hove * 15. West Sussex 16. Surrey 17. Hampshire 18. Southampton * 19. Portsmouth * 20. Isle of Wight * 21. Dorset 22. Poole * 23. Bournemouth * 24. Somerset 25. Devon 26. Torbay * 27. Plymouth * 28. Cornwall * |

* enhedlig myndighed (unitary authority)

† metropolitan county (intet countyråd)

‡ non-metropolitan county uden countyråd

¹ "administrativt område" og region (ikke et county).

### 1974-1996
| Englands counties fra 1974 til 1996 | |  |
| 1. Northumberland 2. Tyne and Wear 3. Durham 4. Cleveland 5. North Yorkshire 6. Cumbria 7. Lancashire 8. Merseyside 9. Greater Manchester 10. West Yorkshire 11. South Yorkshire 12. Humberside 13. Lincolnshire 14. Nottinghamshire 15. Derbyshire 16. Cheshire 17. Shropshire 18. Staffordshire 19. West Midlands 20. Warwickshire 21. Leicestershire 22. Northamptonshire 23. Cambridgeshire | 1. Norfolk 2. Suffolk 3. Essex 4. Hertfordshire 5. Bedfordshire 6. Buckinghamshire 7. Oxfordshire 8. Gloucestershire 9. Hereford and Worcester 10. Avon 11. Wiltshire 12. Berkshire 13. Greater London 14. Kent 15. East Sussex 16. West Sussex 17. Surrey 18. Hampshire 19. Isle of Wight 20. Dorset 21. Somerset 22. Devon 23. Cornwall |  |